# Botanophila lactuaeformis
Botanophila lactuaeformis este o specie de muște din genul Botanophila, familia Anthomyiidae. A fost descrisă pentru prima dată de Villeneuve în anul 1923. Conform Catalogue of Life specia Botanophila lactuaeformis nu are subspecii cunoscute.